# Carl Rothe
Carl Rothe (* 28. Januar 1900 in Aachen; † 12. Mai 1970 in Freiburg im Breisgau) war ein deutscher Publizist, Schriftsteller und Kulturfunktionär. Nach Anfängen in der Jugendbewegung und einer Tätigkeit für den völkischen Deutschnationalen Handlungsgehilfenverband arbeitete Rothe während des Nationalsozialismus zunächst für den Volksbund für das Deutschtum im Ausland, bevor er freier Schriftsteller wurde. 1941 wurde er Generalsekretär der neu gegründeten, nationalsozialistischen Europäischen Schriftsteller-Vereinigung. Nach dem Krieg berief er sich auf seine Freundschaft zu Adolf Reichwein, um seine Distanz zum NS-Regime zu begründen.

## Leben
Rothe engagierte sich ab 1914 im Wandervogel in Düren und übernahm später selbst die Führung Aachener Gruppen des Wandervogels. 1918 leistete er Militärdienst in Potsdam und studierte ab 1919 dann an der Friedrich-Wilhelms-Universität Geschichte und Nationalökonomie, unter anderem bei Ulrich von Wilamowitz-Moellendorff, Werner Sombart, Hans Delbrück, Friedrich Meinecke, Otto Hoetzsch und Eduard Meyer, und an der Universität Bonn. In Berlin gehörte er der Akademischen Freischar an. 1923 promovierte er als Historiker.
Danach arbeitete Rothe zunächst 1923 bei den Lingner-Werke als kaufmännischer Angestellter. Von 1924 bis 1931 war Rothe für den Deutschnationalen Handlungsgehilfenverband in Hamburg als Dezernent  in dessen Bildungsabteilung tätig – er veröffentlichte in deren Schriftenreihe unter anderem Das Deutsche Unglück – Versailles 1919 (1927), Von den Verfassungen der grossen Staaten (1927) – und schrieb für verschiedene Zeitungen. Gleichzeitig war er Redakteur der Politischen Wochenschrift (hrsg. von Hermann Ullmann). 1930 wurde er Kanzler der Deutschen Freischar und war von 1930 bis 1932 Mitglied der Volkskonservativen Partei.
Im Jahr 1932 erhielt Rothe ein Stipendium der Rockefeller Foundation, um in Oxford und London zu studieren. Nach seiner Rückkehr 1933 arbeitete er bis 1937 als Abteilungsleiter für den Volksbund für das Deutschtum im Ausland – er veröffentlichte in deren Schriftenreihe unter anderem Recht für Eupen-Malmedy (1936). 1937, dem Jahr, als sein erster Roman Zinnsoldaten erschien, ließ er sich beurlauben, um freier Schriftsteller zu sein. Im darauffolgenden Jahr veröffentlichte Rothe seinen Roman Olivia, eine deutsch-französische Liebesgeschichte. Das Liebespaar ist dabei gleichen altelsässischen Blutes. Als der französische Besatzungsoffizier erfährt, dass seine deutsche Geliebte während der Rheinlandbesetzung einen deutschen Widerstandskämpfer versteckt hat, wählt er den Freitod nach dem Vorbild seines Onkels, einem preußischen Offizier.
Rothe nahm außerdem an den Großdeutschen Dichtertreffen teil, auf denen 1941 die Europäische  Schriftsteller-Vereinigung gegründet wurde. Rothe arbeitete unter Präsident Hans Carossa als Generalsekretär und leistete die eigentliche Verbandsarbeit. Seine Aufgabe bestand in der „Betreuung und Lenkung der ausländischen Autoren“. Gleichzeitig wurde er als Referent in die Schrifttumsabteilung des Reichspropagandaministeriums übernommen. Rothe pflegte zahlreiche ausländische Kontakte, die er 1941 bis 1944 auch auf zahlreichen Auslandsreisen wahrnahm. Die Schriftsteller-Vereinigung gab eine Zeitschrift Europäische Literatur heraus, deren Schriftleitung Wilhelm Ruoff hatte. In das Umfeld des Verbandes gehörten Schriftsteller wie Felix Timmermans, Pierre Drieu la Rochelle, Robert Brasillach, Knut Hamsun, John Knittel, Lőrinc Szabó und József Nyírő. Er wurde als Gegenpol zum P.E.N.-Club von den deutschen Nationalsozialisten gegründet.
Der Historiker Jürgen Reulecke rechnet Rothe zu den Angehörigen des Tat-Kreises, die sich zwar „nicht mit fliegenden Fahnen in das Fahrwasser der Nationalsozialisten begaben“, sich aber dennoch anbiederten bzw. sich „in den Dienst des Regimes [stellten]“. Benjamin G. Martin meint, dass Rothe als unpolitisch erschienen sei und kein Parteimitglied war, habe ihn gleich Carossa für das Propagandaministerium zu einem geeigneten Aushängeschild der Europäischen Schriftstellervereinigung gemacht. Zugleich habe Rothes Rede Die Überwindung des westlerischen Geistes durch die deutsche Dichtung auf dem Dichtertreffen von 1940 seine Loyalität zum NS-Regime demonstriert. Der Romanist Frank-Rutger Hausmann weist darauf hin, dass Rothe mit Adolf Reichwein und anderen Widerstandskämpfern befreundet gewesen sei und „ambivalentes Sprechen“ praktiziert habe: „In offiziellen Verlautbarungen wetterte er im Tonfall der Zeit gegen amerikanische Uniformität und Wüsteneien von tatarischer Gleichmacherei, aber in Briefen und vertraulichen Gesprächen hielt er mit seiner Ablehnung des NS-Regimes nicht hinter dem Berg“. Als Rothe nach dem Krieg im Verlauf seines Entnazifizierungsverfahrens mehrfach interniert wurde, berief er sich auf seine Freundschaft zu Reichwein, der ihm zur Übernahme des Amtes in der Europäischen Schriftsteller-Vereinigung geraten habe. Ein solcher Hinweis ist gleichzeitig ein typisches Argumentationsmuster von Freunden oder Bekannten Reichweins, die nach 1945 Entlastung suchten. Dass Rothe in der Reichwein-Rezeption eine wichtige Rolle spielen sollte, wurde bereits 1946 kritisiert.
Ab 1940 wohnte Rothe in Überlingen am Bodensee, wo sein Haus zu einem kulturellen Zentrum der Gegend wurde. 1959 war Rothe auf Einladung seines Freundes Arnold Bergstraesser am Aufbau der Arbeitsstelle für kulturwissenschaftliche Forschung in Freiburg im Breisgau, des späteren Arnold-Bergstraesser-Instituts, beteiligt. Er übersetzte (und bearbeitete) in den 1960er Jahren die deutsche Geschichte des französischen konservativen Historikers Pierre Gaxotte.
Er war seit 1928 mit Martha von Beckerath verheiratet. Sein Sohn Arnold Rothe (* 1935) war Professor für Romanistik in Heidelberg.

## Schriften

### Romane
- Die Zinnsoldaten. Hans von Hugo Verlag, Berlin 1937. Wurde in der Deutschen Demokratischen Republik auf die Liste der auszusondernden Literatur gesetzt.[6]
- Olivia. Hans von Hugo Verlag, Berlin 1939. Wurde nach Ende des Zweiten Weltkriegs in der Sowjetischen Besatzungszone auf die Liste der auszusondernden Literatur gesetzt.[7]

Seine Romane wurden im Zweiten Weltkrieg mehrfach neu aufgelegt und auch ins Holländische und Finnische übersetzt.

### Sonstiges
- Die Front der Gewerkschaften. Diederichs, Jena 1932.
- Weltkrieg gegen Deutsche Wirtschaft. Hanseatische Verlagsanstalt, Hamburg 1932.
- Wirtschaftskrieg und Kriegswirtschaft. Die Rolle der Landesverteidigung in der Friedenswirtschaft. W.Goldmann, Leipzig 1936. Wurde nach Ende des Zweiten Weltkriegs in der Sowjetischen Besatzungszone auf die Liste der auszusondernden Literatur gesetzt.[7]
- Karl IV von Luxemburg, deutscher Kaiser und König von Böhmen. E. Runge, Berlin 1935.
- Herausgeber mit Arnold Bergstraesser, Fritz Hodeige: Atlantische Begegnungen – eine Freundesgabe für Arnold Bergstraesser. Rombach, Freiburg 1964.

### Übersetzungen
- Als Herausgeber und Übersetzer aus dem Französischen: Maria Theresia: Die Mutter und die Kaiserin. Briefe der Maria Theresia an ihre Kinder und Vertraute. Hans von Hugo Verlag, Berlin 1939. Neu aufgelegt als Die Mutter und die Kaiserin. Briefe an ihre Kinder und Vertrauten. Herold-Verlag, Wien und München 1968.
- Pierre Gaxotte, Geschichte Deutschlands und der Deutschen. Rombach Verlag, Freiburg 1965, 1967.